# Монетный двор Сохо

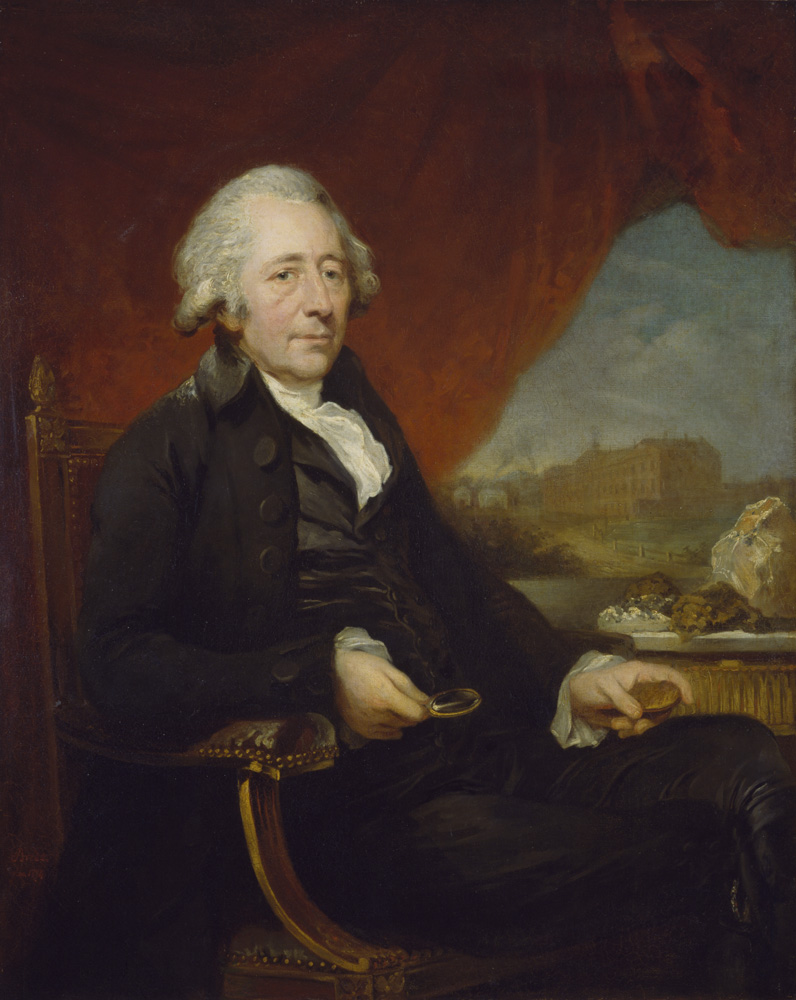
Мэттью Болтон (1728—1809)

Монетный двор Сохо (англ. Soho Mint) — частный монетный двор Великобритании, принадлежал английскому промышленнику Мэттью Болтону. С 1788 по 1850 год монетный двор выпускал монеты, медали и монетные токены для Великобритании, британских колоний и других государств. Впервые, на монетном дворе Сохо для чеканки монет были применены новые промышленные технологии и паровое оборудование, разработанные Болтоном совместно с шотландским инженером Джеймсом Уаттом.

## История
К 1786 году две трети монет, находящихся в обращении в Великобритании, были поддельными, и Королевский монетный двор отреагировал на этот кризис прекращением выпуска, что еще больше усугубило ситуацию. Острая нехватка в стране разменных монет заставила английского промышленника Мэттью Болтона организовать на своей мануфактуре в Сохо в Хэндсворте (сейчас это один из районов Бирмингема) чеканку монет. Вначале на монетном дворе работали восемь машин с паровым двигателем, его собственной запатентованной конструкции, каждая из которых была способна чеканить от 70 до 85 монет в минуту. Новая технология давала огромное преимущество по сравнению с ручной чеканкой или чеканкой винтовым прессом, так как повышала качество монет и значительно снижала себестоимость продукции.
На монетном дворе Сохо работали медальеры и резчики монетных штемпелей Джордж Майлс и Томас Холидей.
В середине XIX века монетный двор Сохо закрылся и его оборудование было продано на публичном аукционе в 1850 году, а часть его приобрел промышленник Ральф Хитон II для своего нового Бирмингемского монетного двора.

## Монеты Великобритании
В 1797 году Болтон, после нескольких лет бесплодных переговоров, получил контракт на чеканку британских медных монет, которые к тому времени не выпускались почти четверть века. Цель этой эмиссии состояла в том, чтобы номинальная стоимость монет была близка к стоимости меди из которой они изготовлены, что сделало бы их подделку нерентабельной. Первыми в 1797 году были отчеканены монеты в 1 пенни и 2 пенса. Эти монеты были сравнительно крупными, имели широкий приподнятый обод с надписью вдавленными буквами, и за массивность и форму их стали называть «колесо телеги» (англ. cartwheels). На аверсе монеты был помещен портрет короля Георга III, на реверсе изображалась сидящая женщина с оливковой ветвью и трезубцем — олицетворение Британии. Внизу, под щитом располагалась метка монетного двора, буквы SOHO. Вес одного пенни приблизительно равнялся 1 унции (28,34 грамма), а двух пенсов 56.7 г. Эти монеты чеканились несколько лет, но год на них указывался всегда 1797.
В 1799 году в Сохо дополнительно были отчеканены монеты номиналом полпенни и фартинг. Их дизайн был уже более привычным, надписи легенды были перенесены с обода на поле монеты, но вес по-прежнему соответствовал монетной стопе один пенни из одной унции меди. В 1806—1807 году была осуществлена еще одна крупная эмиссия медных монет номиналом фартинг, 1/2 пенни и пенни. Эти монеты сохранили дизайн 1877 года, но их вес был снижен на 1/3.

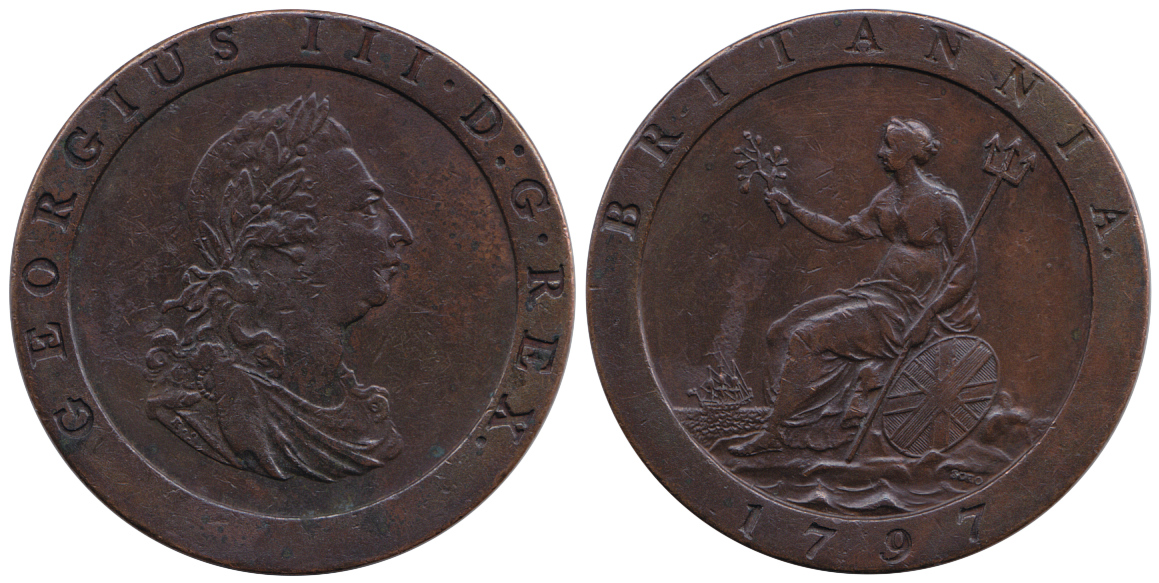
1 пенни 1797 года
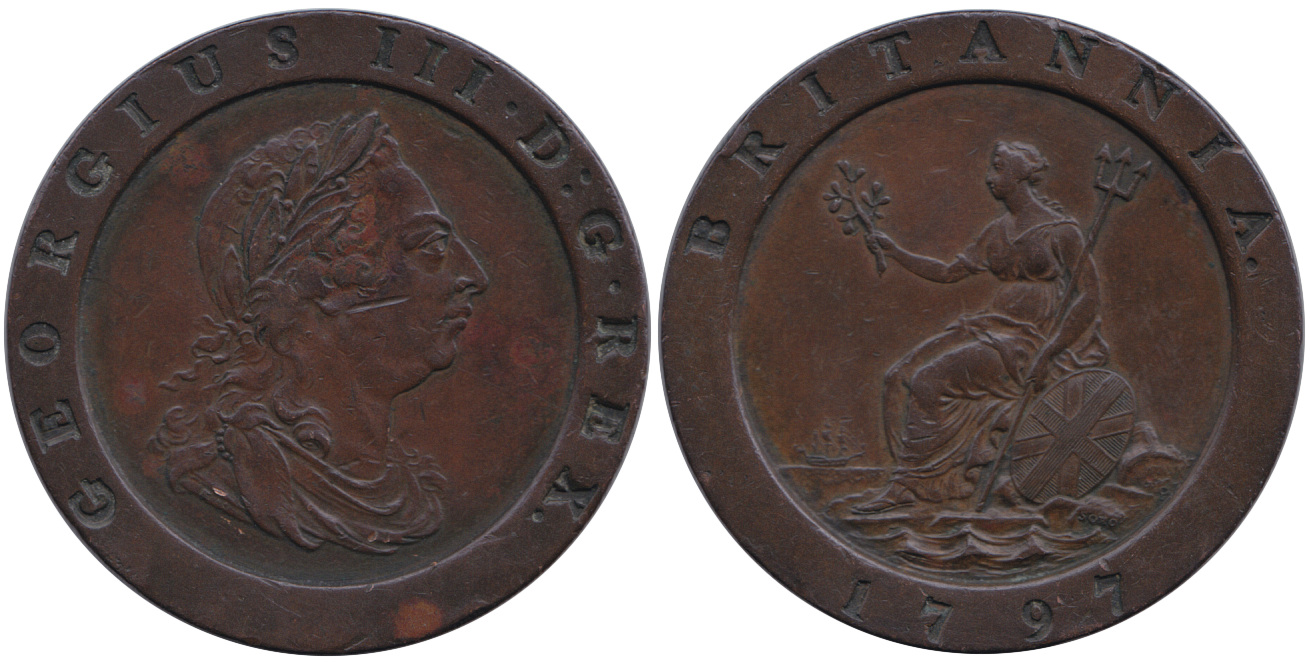
2 пенса 1797 года
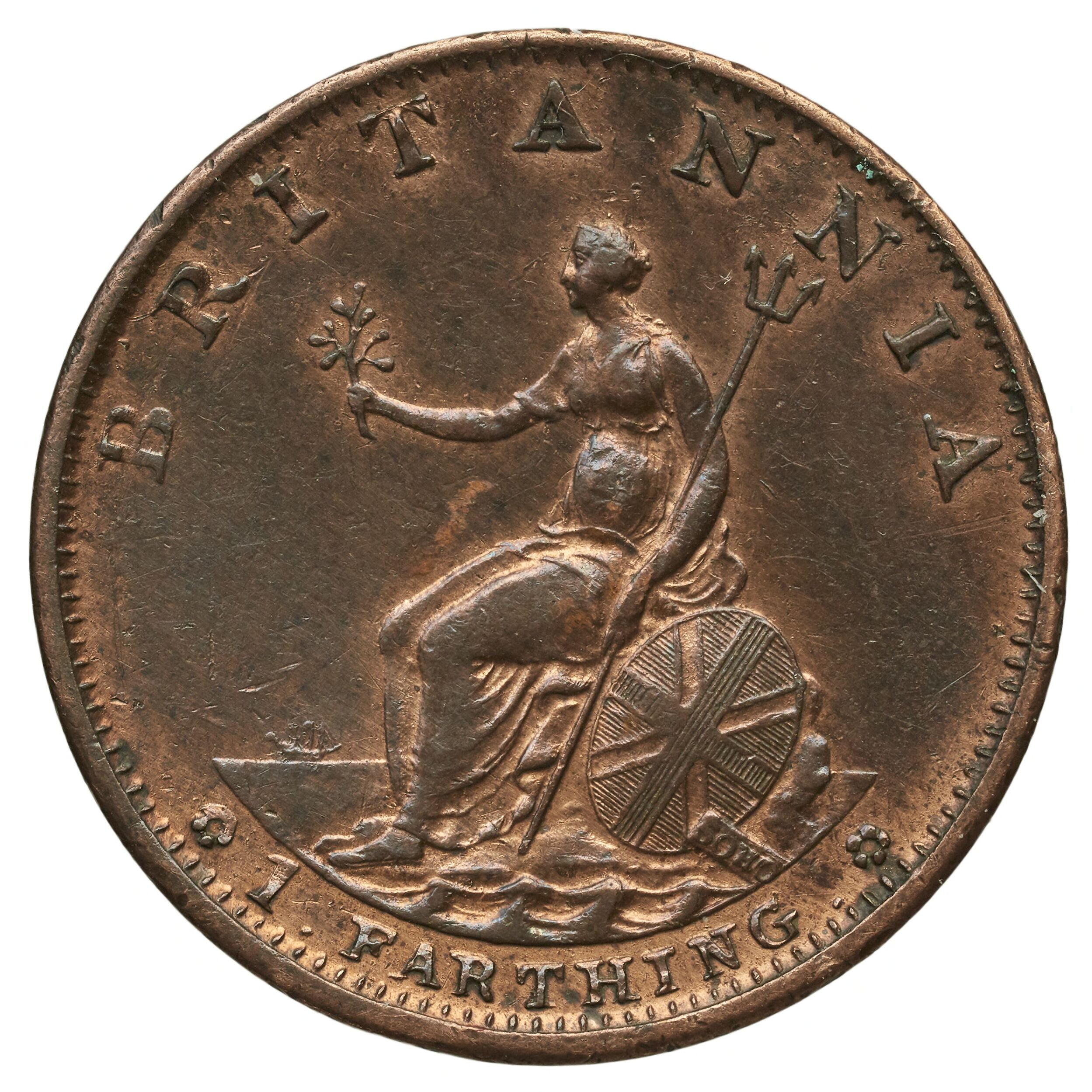
1 фартинг 1799 года
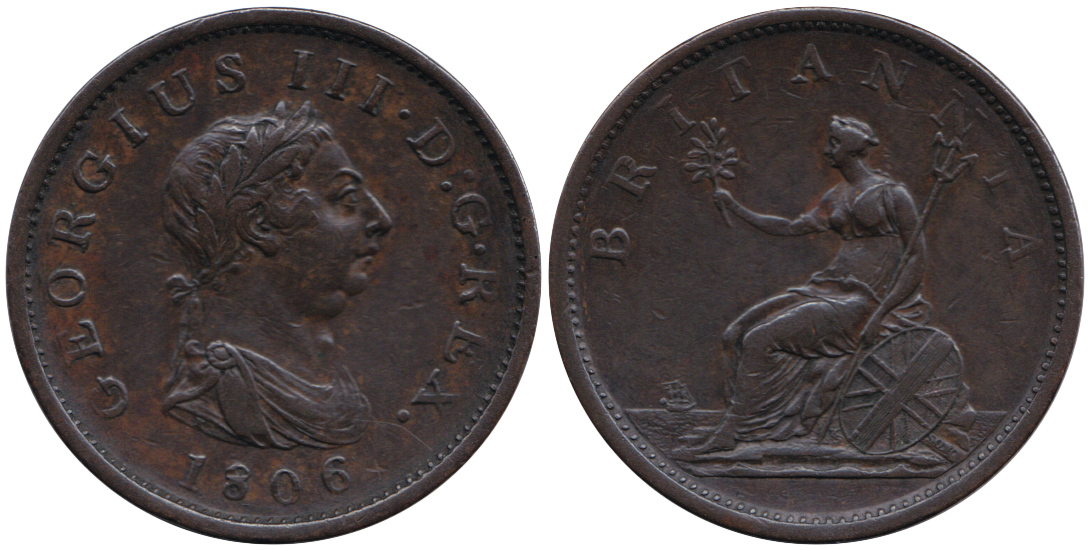
1 пенни 1806 года

## Токены Великобритании и колоний
С 1788 по 1796 год монетный двор Сохо отчеканил большое количество медных токенов призванных восполнить дефицит разменных монет. Заказы поступали как от крупных заказчиков, таких как медноперерабатывающая компания Parys Mine Company, так и от частных лиц. С 1797 года, когда началась чеканка общегосударственных медных монет, значение токенов упало и к 1802 году их выпуск практически прекратился.
Недостаток разменных монет не обошел стороной и английские колонии. В Сохо чеканились токены для Канадских и Североамериканских колоний, Британской Индии, Багамских островов, Британской Суматры и других территорий.

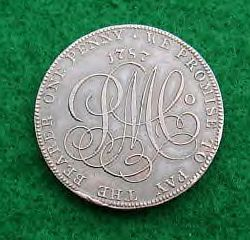
1 пенни 1797 года компании Parys Mine Company.
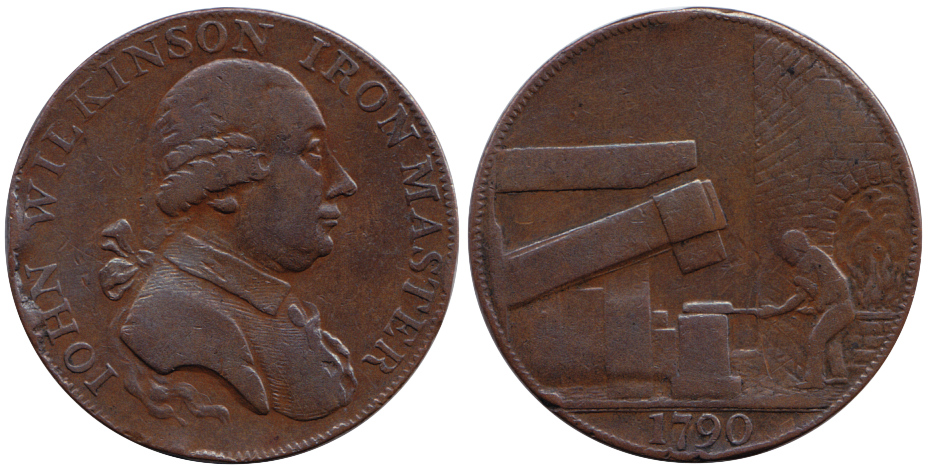
Токен 1/2 пенни, 1790 года. Уорикшир.
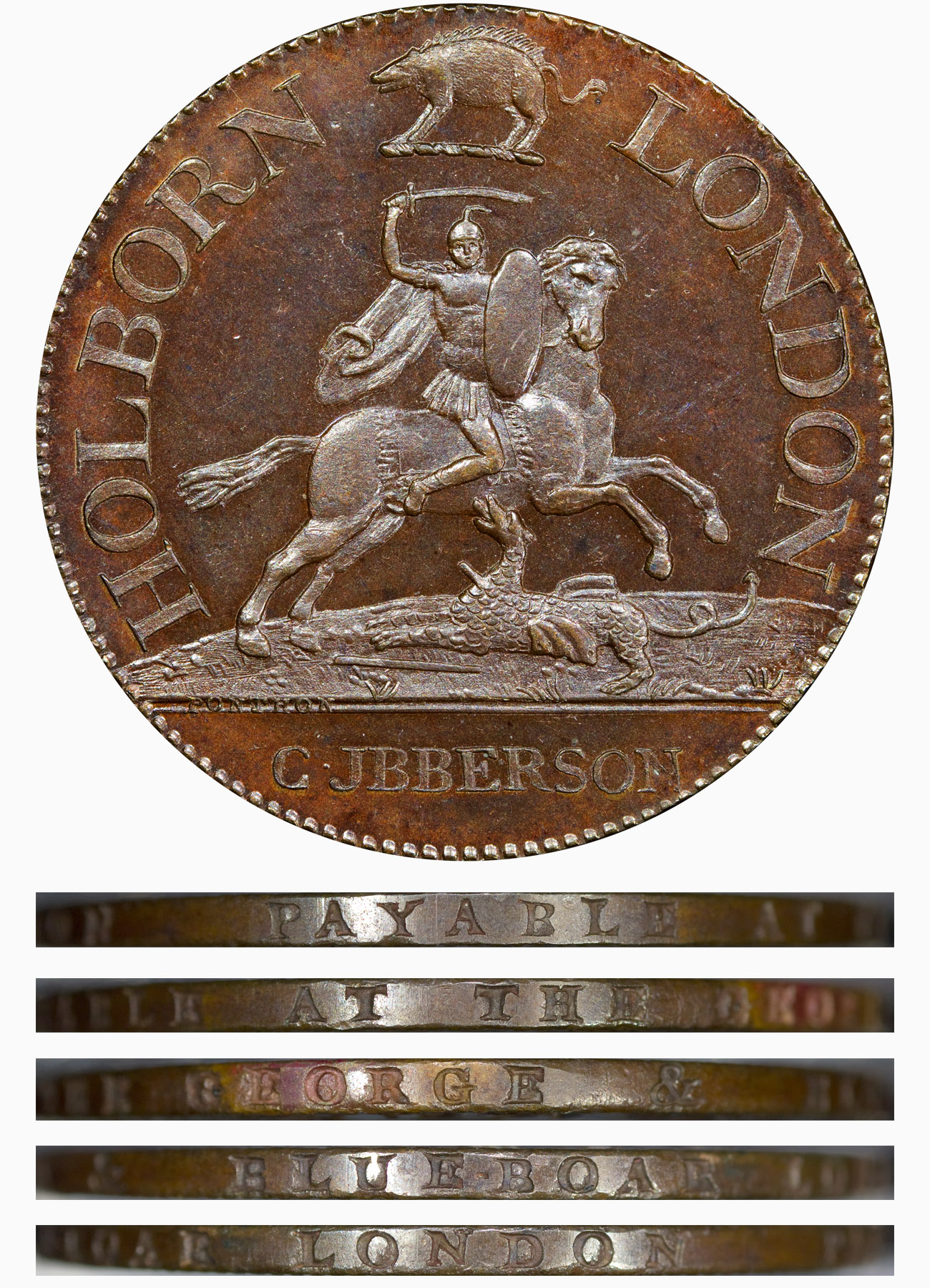
Токен 1794 года.
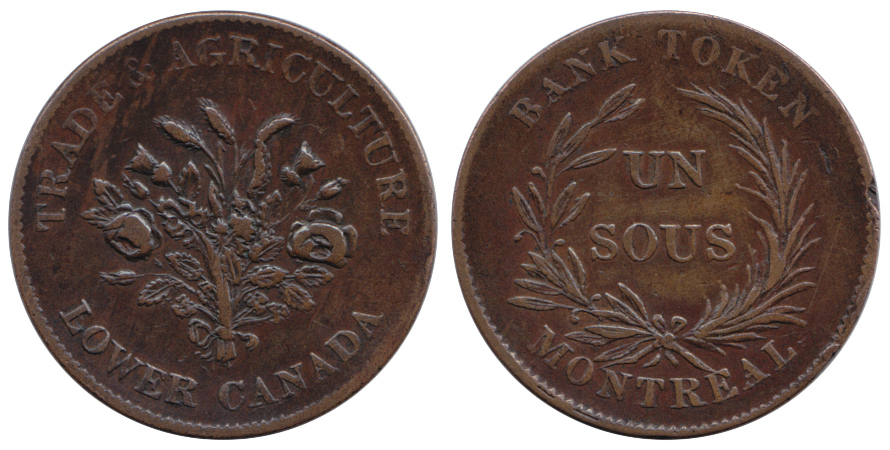
Токен 1 су, Нижняя Канада, 1835 год.

## Медали
Среди изготовленных в Сохо медалей, была медаль Серингапатама, изготовленная для Ост-Индской компании в 1801—1802 годах для награждения участников осады Серингапатама, и медаль за Трафальгарскую битву, которую Мэтью Бултон отчеканил за свой счет и вручил британским военным морякам, участвовавшим в сражении.

## Монеты для других государств
Монетный двор Сохо чеканил монеты для Ост-Индской компании, Аргентины, Чили, Сьерра-Леоне и России, производя высококачественные заготовки, которые использовали затем для своей чеканки национальные монетные дворы в других местах. Фирма направила более 20 миллионов заготовок в Филадельфию, где их перечеканили в центовые и полуцентовые монеты на Монетном дворе Соединённых Штатов. В 1791-92 году было изготовлено несколько миллионов токенов для частного французского банка.

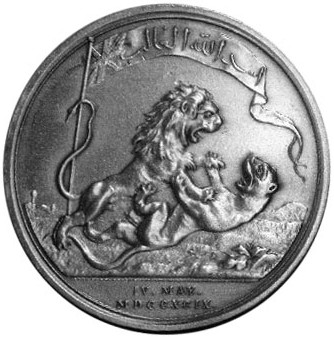
Медаль Серингапатама
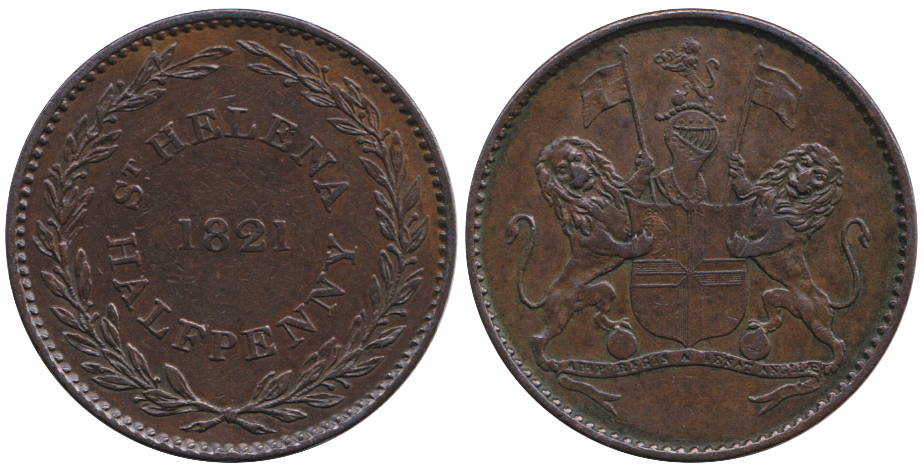
Монета полпенни, отчеканенная для о. Святой Елены по заказу Ост-Индской компании.
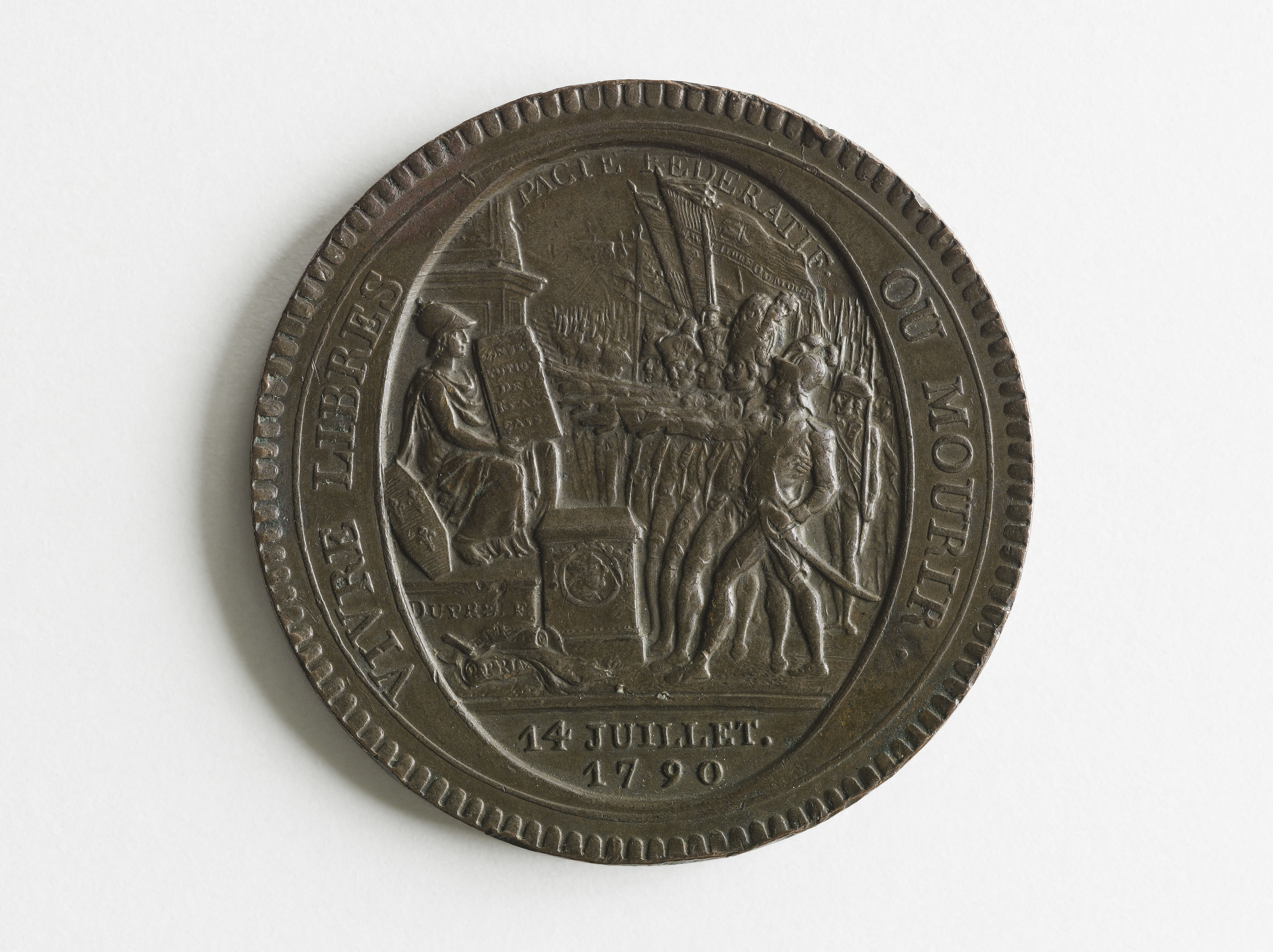
Токен 5 су 1792 года, Франция, по заказу братьев Моннерон.